# سالم العلان
سالم العلان (1914 - 25 سبتمبر 1981 في قلالي) مغني شعبي بحريني متخصص في فن الفجري.

## السيرة الذاتية
ولد سالم في في قرية قلالي بمحافظة المحرق في عام 1914 حيث كان ترتيبه الثاني بعد أخيه عاشور الذي يكبره بأربع سنوات فوالده كان نهام ووالدته من نفس الحي. بدأ تعليمه في الكتاتيب ولكن حياة سالم التصقت بالحزن مبكرا حيث توفى والده قبل دخوله البحر بعشرة أيام وكان عمر سالم آنذاك لم يتجاوز الخمس سنوات ويقال بأن والده أستلم (التسقام ) وهو مبلغ من المال يقدم لكل بحار قبل دخول الغوص ومير بيت العائلة ليستعد للسفر والرحيل ولكن الموت كان أقرب له وطالب النوخذة بأن يحل عاشور وسالم بدلا من والدهم ولصغر سنهم أخذتهم عمتهم خوفا عليهم من تسلط النوخذة إلى دولة قطر سرا ولكن لم يمكثوا هناك فترة طويلة ورجعوا بعد أشهر ليواجهوا الواقع المؤلم ليركب سالم البحر مرغما وليس مغرما ليبدأ معاناة الشقاء واليتم مبكرا حيث بدأ تبابا ثم سيبا حتى أصبح نهاما.
سجل سالم الكثير من التنزيلات والفنون لتلفزيون وإذاعة البحرين وساهم في ذلك عيسى بن راشد آل خليفة عندما كان وكيل وزارة الإعلام الذي حرص على توثيق الفنون الشعبية والمحافظة عليها من الضياع كما كان هناك الكثير من التسجيلات النادرة له في دولة قطر والكويت وله الكثير من اللقاءات التي قام بعملها في الإذاعة والتلفزيون.
كما شارك في عام 1975 بمسرحية (توب توب يا بحر) مع مسرح الجزيرة والتي قام بتأليفها راشد المعاودة وأخرجها سعد الجزاف.
في عام 1978 سافر سالم مع جمعية البحرين للفنون الشعبية إلى باريس وذلك للمشاركة في تسجيل الأسطوانة 100 لليونسكو وهي أسطوانة خاصة عن فنون الغوص في البحرين حيث تصدر المنظمة وبصفة دورية أسطوانة دولية تتناول فنون شعب من الشعوب فكانت الأسطوانة 100 تتعلق بفنون البحرين وقد أبهر العلان جميع الحضور في تلك الأمسية التي قام بأداء فنون البحر مع زميله أحمد جاسم بوطبنية والتي جعلت الصحف الفرنسية تفرد لهم مساحات على صدر صفحاتها الأولى تشيد بالفن الكبير الذي يحملونه حيث استطاع هذا الفنان الأمي الكفيف الذي فقد بصره وهو في سن الأربعين أن يتصدر الصحف الفرنسية وتفرد له صحيفة لوموند ولو فيغارو مانشيتات على صدر صفحاتها الأولى مع صور معبرة له.
من شدة انبهارهم بطبقات صوته تم وضع سالم بعد الانتهاء من وصلته في غرفة خاصة وتم دعوة المختصين الفرنسيين لدراسة طبقات صوته التي اعترف الكثير منهم بأنه يملك قدرات هائلة قلما تجدها في فنان وفي تلك الفترة ساهمت جمعية البحرين للفنون الشعبية أثناء قيادة راشد المعاودة وأحمد الفردان بدور كبير في تقديم الفنون الشعبية المختلفة وتعريف الفن البحريني في الكثير من الدول العربية والاجنبية وقد كان سالم ضمن الوفد الذي مثل البحرين في الكثير من المحافل منها مهرجان قرطاج الدولي بتونس وفرنسا وألمانيا وأستراليا كذلك له الحضور المتميز في الكويت والتي تم فيها تسجيل فنون البحرين بأمر من وزير الإعلام الكويتي آنذاك.
بعد توقفه عن العمل لازم سالم دار مرزوق بن أمان في قلالي وكان نهام الدار كما أسس الدار الجديدة ثم دار سالم العلان في قلالي وقد لازم في حياته كلا من دار مرزوق بلال ودار جناع بن سيف المقلة ودار بن حربان وكان يزور دار علي بن صقر والدار العودة كما تربطه علاقة متميزة مع دار حمد بن حسين في الكويت ودار مبارك بن سعيد في قطر.
كان يشكل مع زميله النهام أحمد جاسم بوطبنية ثنائيا جميلا أبهر العالم في كل محفل يشاركان فيه. توفى سالم في 25 سبتمبر 1981 عن عمر ناهز 67 عاما.